# Fragaria chiloensis

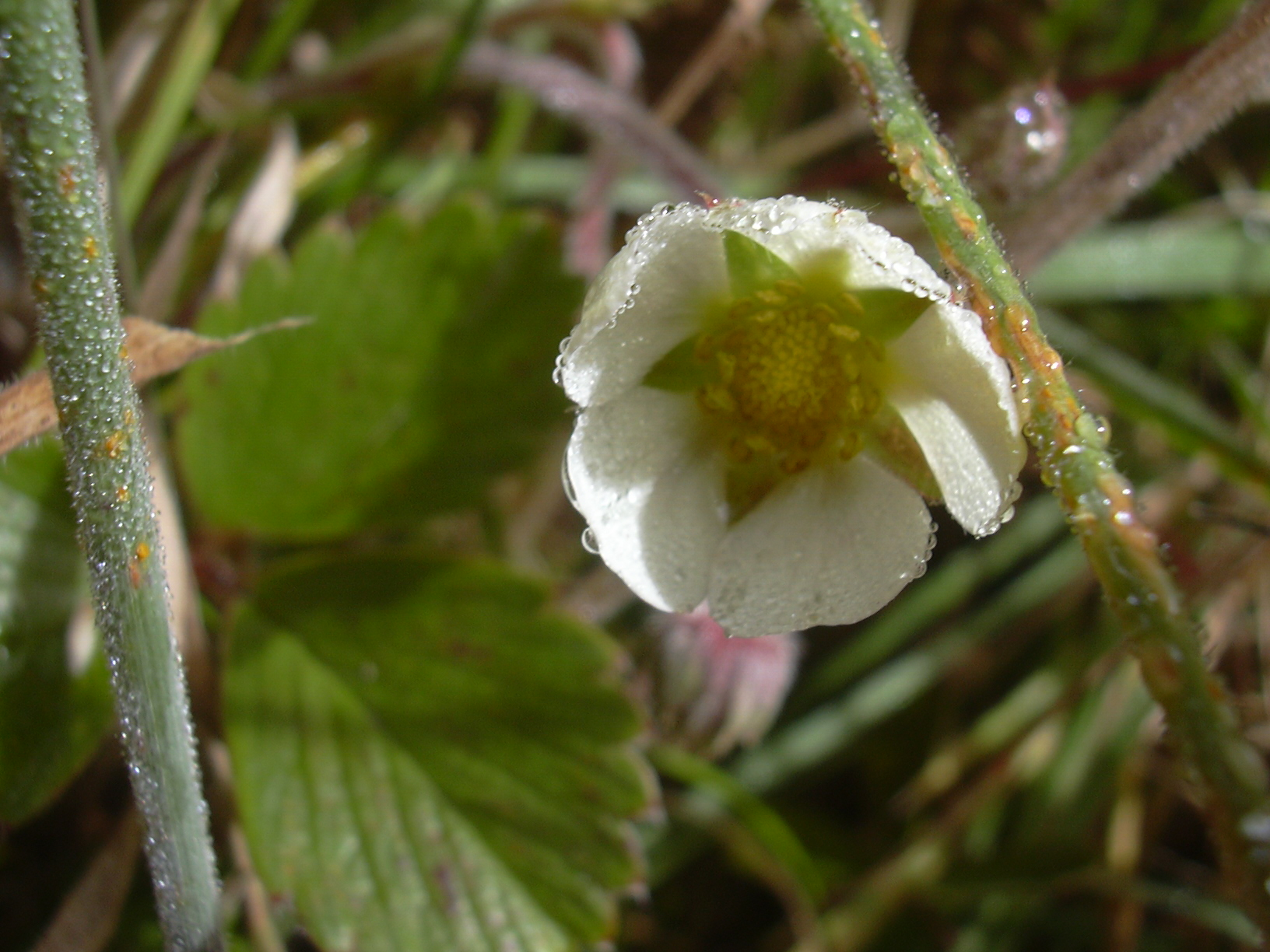
Fragaria chiloensis subsp. chiloensis forma chiloensis

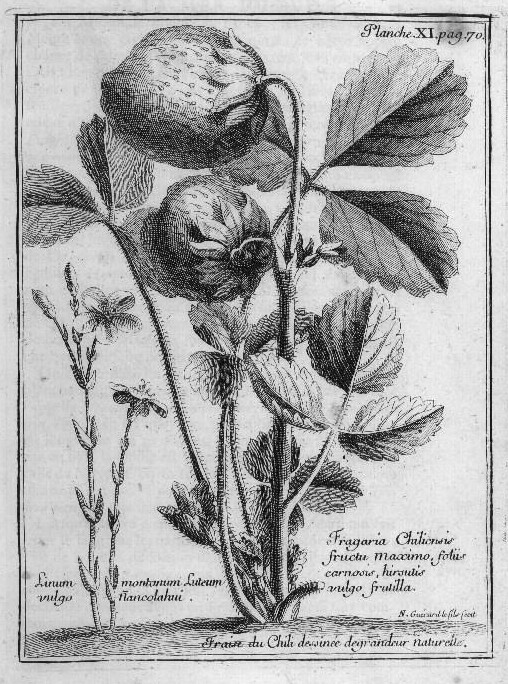
Ilustração mostrando os frutos de Fragaria chiliensis fructu maximo (F. chiloensis) extraída da obra de Amédée-François Frézier, o introdutor da espécie na Europa, intitulada (Relation du voyage de la mer du Sud aux côtes du Chili, du Pérou et de Brésil, fait pendant les années 1712, 1713 & 1714. Ouvrage enrichi de quantité de planches en taille-douce. Paris, 1716).

Fragaria chiloensis é uma espécie pertencente ao género Fragaria, com distribuição natural nas zonas costeiras de uma vasta região que vai do norte do Chile ao Alaska e ainda do arquipélago do Hawaii, cujo fruto é um morango conhecido pelo nome comum de morango-branco-chileno ou morango-de-praia. Notável pelos seus grandes frutos, foi introduzida na Europa em 1714 pelo explorador e botânico Amédée-François Frézier, sendo uma das duas espécies de morangos silvestres que foram hibridizadas para criar os modernos cultivares morangueiro (F. × ananassa).

## Descrição
Fragaria chiloensis é uma planta herbácea perene, estolhosa, que cresce até 15-30 centímetros de altura, com folhas trifoliadas de coloração verde brilhante, com cada folíolo com cerca de 5 centímetros de comprimento. As flores são brancas, com ântese na primavera e no início do verão.
O fruto bolboso, comestível, quando maduro vermelho na superfície e branco por dentro. A espécie é conhecida pelos seus frutos grandes que ainda são vendidos como uma iguaria local em alguns mercados de produtos agrícolas sul-americanos.
Todos as espécies de morangueiros têm uma base haplóide de 7 cromossomas. Fragaria chiloensis é octoplóide, tendo oito conjuntos desses cromossomas, o que corresponde a um total de 56. Esses oito genomas emparelham como quatro conjuntos distintos, de dois tipos diferentes, com pouco ou nenhum emparelhamento entre os conjuntos. A composição do genoma das espécies octoplóides de morangueiro foi geralmente indicada como  AAA'A'BBB'B'. Os genomas do tipo A foram provavelmente originados em ancestrais diplóides relacionados com a espécie Fragaria vesca ou espécies semelhantes, enquanto os genomas do tipo B parecem descendentes de um parente próximo de Fragaria iinumae. O processo exato de hibridização e especiação que resultou nas espécies octoplóides não é conhecido, mas parece que as composições do genoma de Fragaria chiloensis e Fragaria virginiana (e por extensão dos cultivares octoplóides dos morangos produzidos comercialmente) são idênticos.
A região de distribuição natural da espécie são as costas do Oceano Pacífico da América do Norte e América do Sul, e também do Hawaii. Acredita-se que as aves migratórias tenham disperso F. chiloensis da costa do Pacífico da América do Norte até às montanhas do Hawaii, Chile e Argentina.
Amédée-François Frézier (1682–1773) foi o primeiro a trazer espécimes de Fragaria chiloensis para a Europa, onde rapidamene entrou em cultivo graças aos seus grandes frutos e onde foi hibridizada com Fragaria virginiana, originária do leste da América do Norte, para produzir a espécie Fragaria x ananassa, cujos cultivares dominam a produção comercial de morangos em todo o mundo.
A espécie Chaetosiphon fragaefolii, o afídio do morangueiro, é uma espécie de insecto que se alimenta das folhas e caules de F. chiloensis no Chile, sendo um vetor do vírus do bordo amarelo do morango (SMYEV), um importante fitopatógeno que ataca diversas espécies de rosáceas.

## Subespécies
São conhecidas muitas subsespécies e formas, entre as quais:

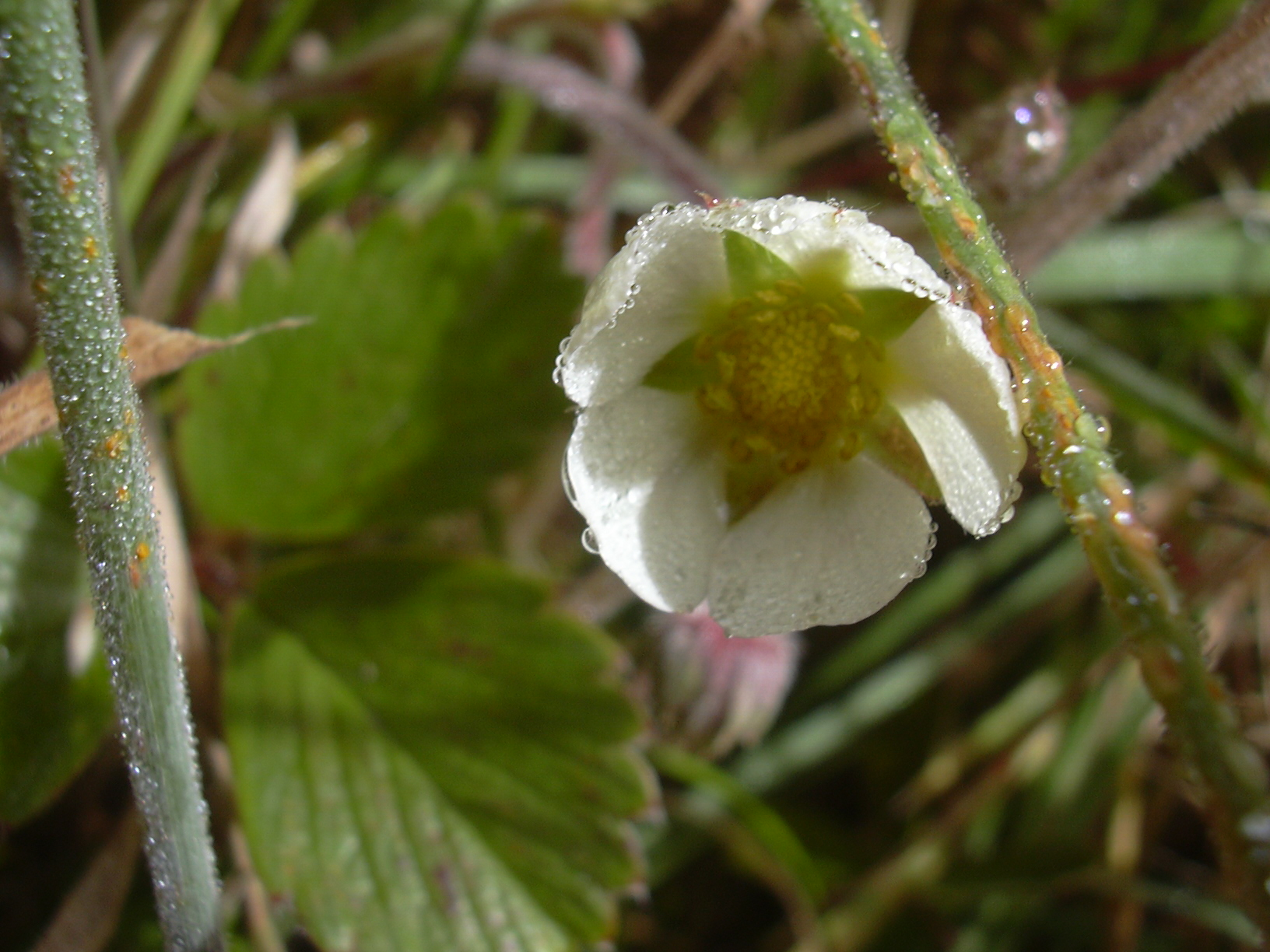
Fragaria chiloensis subsp. chiloensis forma chiloensis
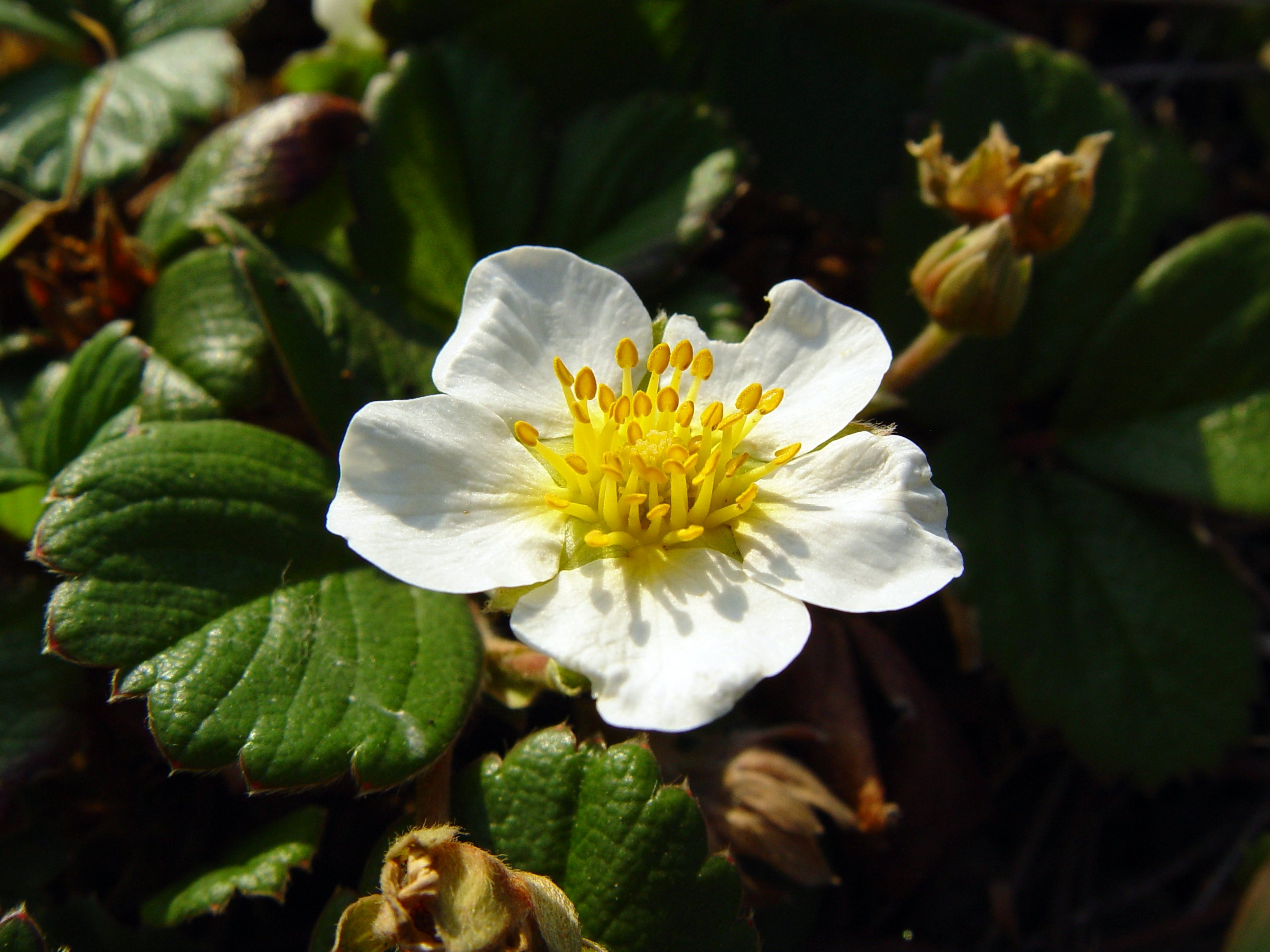
Fragaria chiloensis (Pacifica State Beach, San Mateo County, Califórnia).

- Fragaria chiloensis subsp. chiloensis forma patagonica (Argentina, Chile)
- Fragaria chiloensis subsp. lucida (E. Vilm. ex Gay) Staudt (costa da British Columbia, Washington, Oregon e norte da Califórnia)
- Fragaria chiloensis subsp. pacifica Staudt (costa do Alaska, British Columbia, Washington, Oregon, Califórnia)
- Fragaria chiloensis subsp. sandwicensis (Decne.) Staudt  – ʻŌhelo papa (Hawaii)

- Fragaria chiloensis subsp. chiloensis forma chiloensis
- Fragaria chiloensis (Pacifica State Beach, San Mateo County, Califórnia).

## Links
- F. chiloensis GRIN Taxonomy Database
- Jepson Manual Treatment – Fragaria chiloensis
- Fragaria chiloensis – Photo gallery
- «Fragaria chiloensis». Agricultural Research Service (ARS), United States Department of Agriculture (USDA). Germplasm Resources Information Network (GRIN)